# Janne Puhakka
Pour les articles homonymes, voir Puhakka.
Janne Puhakka, né le 24 février 1995 à Espoo en Finlande où il meurt le 13 octobre 2024, est un joueur finlandais de hockey sur glace.

## Biographie

### Carrière
Janne évolue dans les rangs junior avec les équipes de jeunes des Espoo Blues en Finlande, puis avec les Saguenéens de Chicoutimi au Canada. Il retourne ensuite en Finlande puis termine sa carrière avec les Rapaces de Gap.

### Vie privée
Janne Puhakka est le premier joueur de hockey professionnel finnois à avoir révélé publiquement son homosexualité dans un monde ultra-masculin qu'est le hockey sur glace.

### Décès
Le 13 octobre 2024, Janne Puhakka est tué à son domicile. Son conjoint Rolf Nordmo est le principal suspect,.

## Statistiques
| Saison    | Équipe                   | Ligue        |    | Saison régulière | Saison régulière | Saison régulière | Saison régulière | Saison régulière |   | Séries éliminatoires | Séries éliminatoires | Séries éliminatoires | Séries éliminatoires | Séries éliminatoires |
| Saison    | Équipe                   | Ligue        | PJ | B                | A                | Pts              | Pun              | PJ               | B | A                    | Pts                  | Pun                  |                      |                      |
| 2013-2014 | Saguenéens de Chicoutimi | LHJMQ        | 68 | 19               | 17               | 36               | 28               | 4                | 1 | 2                    | 3                    | 0                    |                      |                      |
| 2014-2015 | Saguenéens de Chicoutimi | LHJMQ        | 63 | 16               | 17               | 33               | 24               | 5                | 2 | 2                    | 4                    | 4                    |                      |                      |
| 2015-2016 | Espoo Blues              | SM-liiga     | 40 | 1                | 1                | 2                | 6                | -                | - | -                    | -                    | -                    |                      |                      |
| 2015-2016 | TuTo Turku               | Mestis       | 2  | 0                | 0                | 0                | 0                | -                | - | -                    | -                    | -                    |                      |                      |
| 2016-2017 | Espoo United             | Mestis       | 49 | 5                | 7                | 12               | 26               | 8                | 0 | 3                    | 3                    | 8                    |                      |                      |
| 2017-2018 | Rapaces de Gap           | Ligue Magnus | 25 | 3                | 3                | 6                | 4                | 4                | 0 | 0                    | 0                    | 2                    |                      |                      |